# World Wide Live

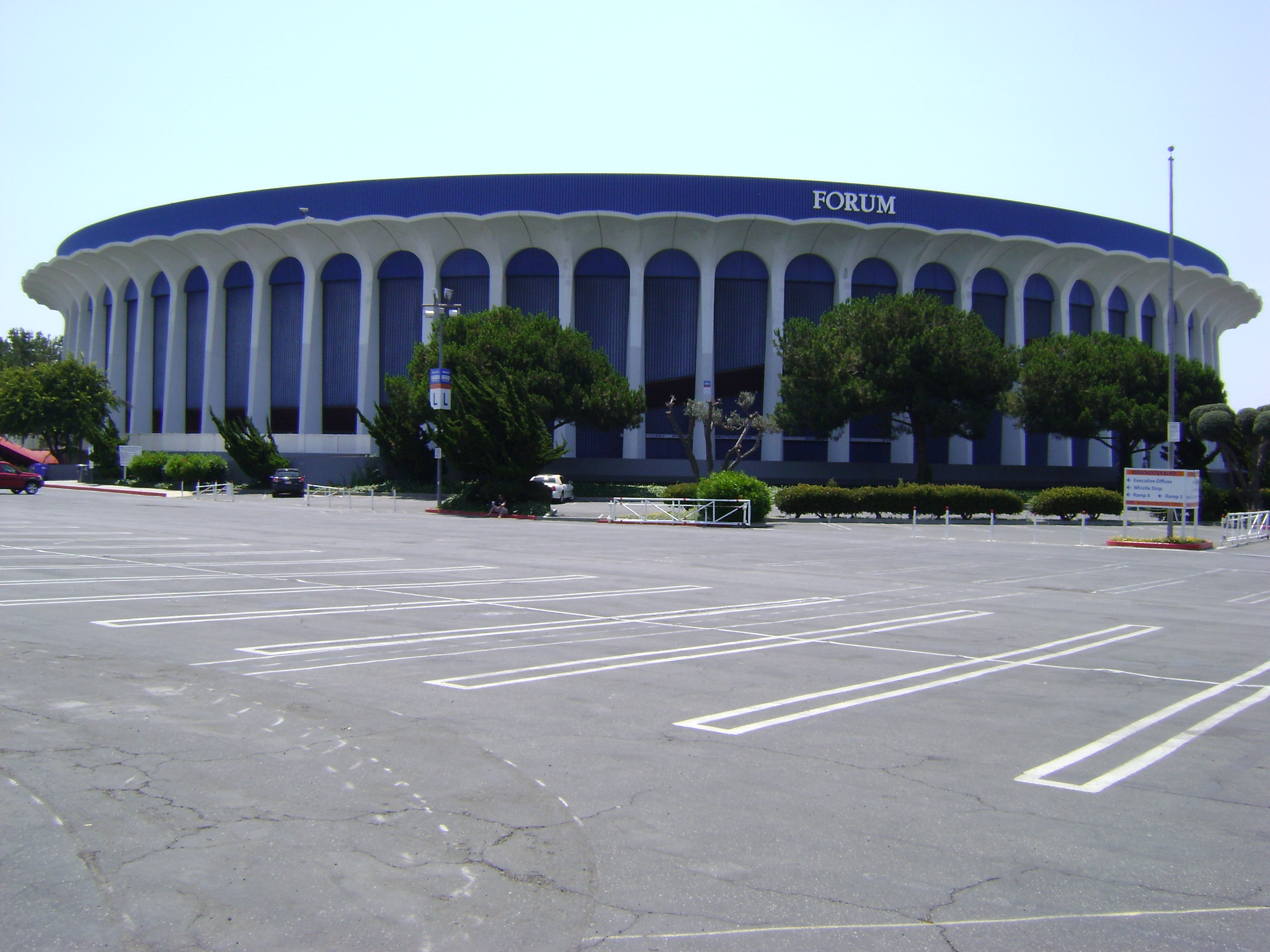
El The Forum de Los Angeles va ser un dels recintes escollits per a l'enregistrament del disc

World Wide Live és el 10è àlbum d'estudi del grup de Heavy Metal alemany Scorpions, publicat el 1985.
En un principi es va publicar com un conjunt de dos LP de vinil. En les notes hi ha la llista dels membres del grup, la informació de la següent gira i quan es van gravar les cançons:
- Sports Arena, San Diego, CA, EUA (4/26/84)
- The Forum, Los Angeles, CA, USA (4/24/84 & 4/25/84)
- Pacific Amphitheatre, Costa Mesa, CA, USA (4/28/84)
- Bercy, Paris, França (2/29/84)
- Sporthalle, Colònia, Oest d'Alemanya (11/17/84)

Per les restriccions de temps, la publicació inicial en CD només consistia en 15 cançons (sense "Another Piece Of Meat", "Six-String Sting" i "Can't Get Enough", part 1 & 2.)
La remasterització als EUA comptava en 2 CD set amb les cançons de l'àlbum original completament.

## Llista de cançons
1. "Countdown" [Instrumental] (Meine/Jabs) – 0:31
2. "Coming Home" (Schenker/Meine) – 3:15
3. "Blackout" (Schenker/Meine/Rarebell/Kittelsen) – 3:40
4. "Bad Boys Running Wild" (Schenker/Meine/Rarebell) – 3:47
5. "Loving You Sunday Morning" (Schenker/Meine/Rarebell) – 4:36
6. "Make It Real" (Schenker/Rarebell) – 3:27
7. "Big City Nights" (Schenker/Meine) – 4:49
8. "Coast to Coast" (Schenker) – 4:40
9. "Holiday" (Schenker/Meine) – 3:12
10. "Still Loving You" (Schenker/Meine) – 5:44
11. "Rock You Like a Hurricane" (Schenker/Meine/Rarebell) – 4:04
12. "Can't Live Without You" (Schenker/Meine) – 5:28
13. "Another Piece of Meat" (Rarebell/Schenker) – 3:36
14. "The Zoo" (Schenker/Meine) – 5:46
15. "No One Like You" (Schenker/Meine) – 4:07
16. "Dynamite" (Schenker/Meine/Rarebell) – 7:05
17. "Can't Get Enough", Pt. 1 (Schenker/Meine) – 1:59
18. "Six String Sting" (Jabs) – 5:18
19. "Can't Get Enough", Pt. 2 (Schenker/Meine) – 1:52

## Formació
- Klaus Meine: Cantant
- Rudolf Schenker: Guitarra
- Matthias Jabs: Guitarra
- Francis Buchholz: Baix
- Herman Rarebell: bateria

- Produït per Dieter Dierks per a Breeze-Music